# Centropus steerii
Centropus steerii е вид птица от семейство Cuculidae. Видът е критично застрашен от изчезване.

## Разпространение
Видът е разпространен във Филипините.